# Risto Rosendahl
Risto Rosendahl (Harjavalta, 23 november 1979) is een Fins langebaanschaatser. Hij is de jongere broer van de eveneens schaatsenrijdende Vesa Rosendahl. Risto Rosendahl wordt sinds het seizoen 2006/2007 gecoacht door de Nederlander Gianni Romme.
Rosendahl werd in 1999 Fins allroundkampioen, en in 2001 Fins sprintkampioen. In 2002 nam hij deel aan de Olympische Winterspelen in Salt Lake City, hij werd 33e op de 1000 meter en 32e op de 1500 meter. Hij verbeterde zich echter gestaag en werd op de WK Afstanden van 2005 in Inzell 12e op de 1000 meter en 4e op de 1500 meter.
In 2006 nam Rosendahl voor de tweede maal mee aan de Olympische Spelen, maar de resultaten vielen tegen: 37e op de 1000 meter en 24e op de 1500 meter.

## Persoonlijke records
| Afstand      | Tijd     | Datum           | Baan           |
| ------------ | -------- | --------------- | -------------- |
| 500 meter    | 35,58    | 22 januari 2005 | Salt Lake City |
| 1000 meter   | 1.08,84  | 23 januari 2005 | Salt Lake City |
| 1500 meter   | 1.45,46  | 11 maart 2007   | Salt Lake City |
| 3000 meter   | 3.53,32  | 16 maart 2001   | Calgary        |
| 5000 meter   | 6.53,79  | 27 oktober 2000 | Calgary        |
| 10.000 meter | 14.51,39 | 6 oktober 2001  | Calgary        |

## Resultaten
| Jaar | EK Allround | WK Sprint | WK Afstanden        | Olympische Spelen   | WK Junioren |
| ---- | ----------- | --------- | ------------------- | ------------------- | ----------- |
| 1997 |             |           |                     |                     | NC28        |
| 1998 |             |           |                     |                     | NC25        |
| 1999 | NC20        |           |                     |                     | 11e         |
| 2000 | NC20        | 29e       |                     |                     |             |
| 2001 | NC20        | 34e       |                     |                     |             |
| 2002 | NC24        | 34e       |                     | 33e 1000m 32e 1500m |             |
| 2003 |             |           |                     |                     |             |
| 2004 | NC18        |           |                     |                     |             |
| 2005 |             | 17e       | 12e 1000m 4e 1500m  |                     |             |
| 2006 |             |           |                     | 37e 1000m 24e 1500m |             |
| 2007 |             | DQ1+2     | 16e 1000m 10e 1500m |                     |             |
| 2008 |             |           | 19e 1500m           |                     |             |

DQ# = gediskwalificeerd op afstand #
NC# = niet gekwalificeerd voor de laatste afstand, maar wel als # geklasseerd in de eindrangschikking